# Провітрювання кар'єрів

Провітрювання кар'єрів (рос. проветривание карьеров, англ. open pit ventilation, quarry ventilation; нім. Tagebaubelüftung f) – процес видалення з кар’єру природними чи штучно створюваними повітряними потоками газів і пилу, що утворюються при веденні гірничих робіт. Див. природне провітрювання кар’єрів, прямоструминна схема провітрювання кар’єру. 

## Природне провітрювання кар'єрів
Природне провітрювання кар’єрів (аерація кар’єрів) (рос. естественное провет-ривание карьеров (аэрация карьеров), англ. natural open pit ventilation, natural quarry ventilation; нім. natürliche Tagebaubelüftung f (Durchlüftung f der Tagebaue)) – обмін повітря, що відбувається в кар’єрних просторах за рахунок дії природних вентиляційних сил вітру і тепла, в процесі якого відбуваються винесення шкідливих домішок з кар’єру та надходження в нього свіжого повітря. Див. провітрювання кар’єрів, прямоструминна схема провітрювання кар’єру.

## Схеми провітрювання
Прямоструминна схема провітрювання кар’єру – схема природного провітрювання кар’єру, при якій провітрювання здійснюється турбулентним струменем першого роду. П.с.п.к. виникає при швидкості вітру понад 1 м/с в кар’єрах з кутами схилів підвітрового борту до 15° при рівному випередженні уступів цього борту один відносно одного. Усі шкідливі домішки, що виділяються на уступах, виносяться з кар’єру прямими потоками повітря, що надходить з поверхні землі. Швидкість потоку біля поверхні уступів залежить від місця розташування уступу в кар’єрі та швидкості вітру і зростає із збільшенням останньої. Кількість повітря, що надходить у кар’єр, залежить від розмі-рів останнього та швидкості вітру і зростає з їхнім збільшенням. Див. природне провітрювання кар’єру. 